# Gwilym Lee
Gwilym Lee (ur. 24 listopada 1983 w Bristolu) – brytyjski aktor filmowy i telewizyjny, wystąpił m.in. w roli gitarzysty Briana Maya w filmie o zespole Queen pt. Bohemian Rhapsody.

## Filmografia

### Filmy
| Rok  | Tytuł                  | Rola                     | Uwagi           |
| ---- | ---------------------- | ------------------------ | --------------- |
| 2008 | The Escort             |                          | krótkometrażowy |
| 2010 | Turysta                | Starszy technik Mountain |                 |
| 2011 | Isle of Dogs           | Block                    |                 |
| 2018 | Katyń. Ostatni świadek | John Underwood           |                 |
| 2018 | Bohemian Rhapsody      | Brian May                |                 |

### Telewizja
| Rok       | Tytuł              | Rola            | Uwagi       |
| --------- | ------------------ | --------------- | ----------- |
| 1997-1998 | Animal Ark         | James Hunter    | 13 odcinków |
| 2008      | Krewni i znajomi   | Młodzieniec     |             |
| 2009      | Waterloo Road      | Steven          |             |
| 2009      | Powstać z popiołów |                 |             |
| 2010      | Lekarze            | Anatole Karpski | 1 odcinek   |
| 2012      | Monroe             | Alex Scholfield |             |
| 2012      | Bez wytchnienia    | Sean Gilmartin  | miniserial  |
| 2017      | Jamestown          | Samuel Castell  |             |
| od 2020   | Wielka             | Grigor Dymov    |             |